# Джовани Леоне
Вижте пояснителната страница за други личности с името Джовани.
Джова̀ни Лео̀не (на италиански: Giovanni Leone) е италиански политик, министър-председател на Италия от 21 юни 1963 до 4 декември 1963 и 6-и президент на Италия от 29 декември 1971 г. до 15 юни 1978 г.